# Excuse Me…
Excuse Me… (dt.: Entschuldigen Sie…) ist eine pornografische Videofilmreihe im Gonzo-Stil. Sie erscheint seit 1992 meist in zwei Ausgaben pro Jahr. Produzent, Regisseur und Kameramann ist ein Niederländer unter dem Pseudonym Horny Harry.

## Handlung
Horny Harry versucht in verschiedenen europäischen Großstädten, junge Frauen dazu zu überreden, ihm auf ein Hotelzimmer zu folgen und dort sexuelle Handlungen an sich selbst oder an ihm vorzunehmen.
Die Reihe wird in den Niederlanden produziert, ist jedoch in erster Linie für den deutschen Markt konzipiert. Horny Harry spricht mit seinen Darstellerinnen wenn möglich Deutsch, vielfach aber auch Englisch und Niederländisch. Vor allem Niederländisch übersetzt er für die Zuschauer ins Englische oder Deutsche.

## Spin-off-Produktionen
Es gibt Spin-off-Produktionen wie Die Welt von Excuse Me…, Seduce Me… und Abuse Me... Die Seduce Me…-Folgen spielen in Hamburg, folgen ansonsten aber dem Schema der Hauptserie. In den Abuse Me…-Folgen wird die Hauptrolle von einer Frau übernommen, unter anderem von Natacha, einer früheren Darstellerin einer Excuse Me…-Folge. Horny Harry begleitet Natacha, aber auch andere frühere Darstellerinnen und bedient die Kamera.

## Auszeichnungen
Venus Award 2000 (Beste Video-Serie Deutschland)